# Laolong, Guangdong
Laolong (kinesiska: 老隆) är en köping i sydöstra Kina. Den ligger i Longchuan härad i staden Heyuan i provinsen Guangdong, omkring 230 kilometer nordost om provinshuvudstaden Guangzhou. Antalet invånare är 156 803. Befolkningen består av 78 784 kvinnor och 78 019 män. Barn under 15 år utgör 23,0 %, vuxna 15-64 år 69 %, och äldre över 65 år 6,0 %.